# 粘蓼
粘蓼（学名：Polygonum viscoferum）为蓼科蓼属下的一个种。

## 扩展阅读
- 維基物種上的相關：粘蓼